# Catharsius brutus
Catharsius brutus är en skalbaggsart som beskrevs av Edgar von Harold 1880. Catharsius brutus ingår i släktet Catharsius och familjen bladhorningar. Inga underarter finns listade.